# Descobertas de cemitérios de indígenas em escolas canadenses
Em maio e junho de 2021, os restos mortais de centenas de indígenas, incluindo crianças, foram descobertos perto dos antigos locais de três escolas para indígenas canadenses nas províncias de Manitoba, Colúmbia Britânica e Saskatchewan.

## Contexto
O sistema escolar residencial indígena canadense era uma rede de internatos obrigatórios para os povos indígenas. Financiado pelo Departamento de Assuntos Indígenas do governo canadense e administrado por igrejas cristãs, o sistema escolar foi criado para remover as crianças indígenas da influência de sua própria cultura e assimilá-las na cultura canadense dominante. O sistema de escolas residenciais funcionou por mais de 120 anos, sendo que a última escola fechou em 1996. Um número significativo de crianças indígenas morreu enquanto frequentava essas escolas, com algumas escolas apresentando taxas de até 1 morte para cada 20 alunos. Um número exato de mortes relacionadas à escola permanece desconhecido devido a registros incompletos e negligenciados. As estimativas variam de 3,2 mil a mais de 30 mil.
O quarto volume do relatório final da Comissão de Verdade e Reconciliação do Canadá (TRC), dedicado a crianças desaparecidas e enterros não registrados, foi desenvolvido depois que os membros originais da TRC perceberam, em 2007, que a questão exigia seu próprio grupo de trabalho. Em 2009, o TRC solicitou 1,5 milhão de dólares em financiamento extra do governo federal para concluir esta obra, recurso que foi negado. Os pesquisadores concluíram, após vasculhar terrenos perto de escolas usando imagens de satélite e mapas, que, "na maior parte, os cemitérios que a Comissão documentou estão abandonados, em desuso e vulneráveis a distúrbios acidentais".:1 Até agora, eles conseguiram identificar nomes e outras informações de pelo menos 4,1 mil crianças que morreram nessas escolas.

## Localizações

### Kamloops
Em 28 de maio de 2021, os restos mortais de 215 crianças foram encontrados enterrados perto do local da Escola Residencial Indígena Kamloops em Kamloops, Colúmbia Britânica, nas terras da Primeira Nação Tk'emlúps te Secwépemc. Os restos mortais foram localizados com a ajuda de um especialista em radar de penetração no solo. Tk'emlúps te Secwépemc chefe Rosanne Casimir escreveu que se acreditava que as mortes eram não documentadas e que um trabalho estava em andamento para determinar se os registros relacionados estavam guardados no Museu Real da Colúmbia Britânica. Em uma declaração divulgada pela Autoridade de Saúde das Primeiras Nações, Richard Jock disse: "O fato de esta situação existir, infelizmente, não é uma surpresa e ilustra os impactos prejudiciais e duradouros que o sistema escolar residencial continua a ter sobre as pessoas das Primeiras Nações, suas famílias e comunidades.".

### Brandon
A partir de abril de 2019, uma equipe da Nação Sioux Valley Dakota e da Universidade de Simon Fraser investigou três cemitérios na Escola Residencial Indígena Brandon, em Manitoba. Em 4 de junho de 2021, foi anunciado que haviam localizado 104 sepulturas potenciais, das quais 78 são contabilizadas por meio de registros históricos.

### Marieval
Em 25 de junho de 2021, a descoberta de até 751 sepulturas não marcadas perto do antigo local da Escola Residencial Indígena de Marieval em Marieval, Saskatchewan, nas terras da Primeira Nação das Cowessess, foram anunciadas pelo chefe Cadmus Delmore. Tal como aconteceu com a descoberta de Kamloops, um radar de penetração no solo foi usado para identificar locais para investigação.
Um cemitério comunitário próximo à escola foi usado pela primeira vez em 1885. Em maio de 2021, a Cowessess anunciou que pesquisaria o local usando um radar de penetração no solo, em colaboração com um grupo da Politécnica de Saskatchewan. Na época, estima-se que um terço dos túmulos foram marcados. A busca foi planejada dois anos antes, mas atrasada devido à pandemia de COVID-19. Tudo começou em 1º de junho e foi ampliado quatro vezes depois de episódios narrados por anciãos de que corpos foram enterrados perto do terreno da escola.
Em 23 de junho, centenas de sepulturas não marcadas foram encontradas, de acordo com a Federação das Nações Indígenas Soberanas (FSIN), que representa as Primeiras Nações de Saskatchewan. O número total de sepulturas foi anunciado como 751 em uma entrevista coletiva no dia seguinte, mais de três vezes superior ao número das 215 descobertas em Kamloops no mês anterior. Pelo menos 600 sepulturas foram confirmadas, uma vez que a tecnologia de radar teve uma taxa de erro de 10-15%. Os corpos não estavam em uma vala comum; em vez disso, as lápides foram removidas por membros da Igreja Católica na década de 1960.